# Централна Сърбия
Централна Сърбия (на сръбски: Централна Србија или Centralna Srbija) е термин, с който се обозначава територията на Сърбия, която не е част от автономната област Войводина и провъзгласилата независимост автономна област Косово.
Към Централна Сърбия спада и сръбската част от областта Санджак с 3 общини, мнозинството от хората в които се определят като бошняци – (Нови Пазар, Тутин и Сиеница), макар че говоримият език в тези общини е източнохерцеговински, т.е. наречието, наложено от Вук Караджич за книжовна норма на сръбския език.

## Политически статут
Регионът Централна Сърбия не е административно отделен от Сърбия, а е подчинен пряко на централната власт. Терминът „Централна Сърбия“ е въведен по политически съображения, с цел да разграничи онази част от Сърбия, която не се ползва с автономен статут, за разлика от Войводина и Косово, които имат своя вътрешна автономна власт.

## Административно деление
На територията на Централна Сърбия са разположени 18 от общо 29-те окръга, на които се разделя Сърбия. Те са:
1. Белградски окръг
2. Мачвански окръг
3. Колубарски окръг
4. Подунавски окръг
5. Браничевски окръг
6. Шумадийски окръг
7. Поморавски окръг
8. Борски окръг
9. Зайчарски окръг
10. Златиборски окръг
11. Моравишки окръг
12. Рашки окръг
13. Расински окръг
14. Нишавски окръг
15. Топлишки окръг
16. Пиротски окръг
17. Ябланишки окръг
18. Пчински окръг

## Население
По-голямата част от населението на Централна Сърбия се определя като сърби (89,48%). В 3 общини мнозинството от хората се определят като бошняци – (Тутин и Сиеница), в 2 общини като албанци – (Буяновац и Прешево), а в общините Босилеград и Цариброд жителите се определят като българи.